# Achajur
Achajur là một đô thị thuộc tỉnh Tavush, Armenia. Dân số ước tính năm 2011 là 4541 người.